# Денис Попов
Денис Попов е бивш руски футболист, централен нападател. Най-известен с изявите си в Черноморец Новороссийск и ЦСКА (Москва). Има 5 мача за националния отбор на Русия.

## Кариера
Започва кариерата си в Черноморец. Дебютира на 4 май 1996 в мач с Жемчужина. През следващия сезон играе за Кубан (Славянск на Кубан) и вкарва 16 гола в Трета лига, помагайки на отбора да се класира за Втора. След като се завръща в Черноморец, Попов трудно се утвърждава в стартовия състав и успява да е неизменен титуляр чак през сезон 2000, когато играе в тандем с Константин Коваленко. В този сезон отборът играе много силно и завършва на 6 място, а Попов отбелязва 8 гола в 19 мача. През 2001 преминава в ЦСКА (Москва), ставайки една от първите покупки на новия президент Евгений Гинер. В началото на престоя си при "армейците" Попов често е преследван от контузии, но когато е здрав играе единствен на върха на атаката, а зад него действа капитанът Сергей Семак. На 6 юни 2001 дебютира за националния отбор на Русия в мач с Люксембург. През 2002 се утвърждава в състава на ЦСКА и оформя тандем с Дмитрий Кириченко. Отборът играе много силно и завършва втори в Премиер лигата. Попов попада в предварителния състав на Русия за Мондиал 2002, но получава травма на менискуса и не участва на световното. Сезон 2003 е най-силният за Попов - той вкарва 8 гола в 20 мача и става шампион на Русия. Участва и 2 мача за "сборная" от квалификациите за Евро 2004.
През 2004 новият треньор на ЦСКА Артур Жорже не разчита на Попов и играчът записва участия предимно за дублиращия отбор. След като губи мястото си в ЦСКА, Попов преминава в Кубан. В края на сезона отборът обаче изпада. Нападателят остава в Кубан и в 1 дивизия, но се представя доста разочароващо, разписвайки се само 5 пъти за 31 мача. В 2006 играе за родния си Черноморец, а по-късно записва мачове и за Динамо (Минск). През 2007 преминава в Спартак Налчик, но след половин сезон е освободен. В началото на 2008 се завръща в Черноморец. Там Денис възвръща формата си и вкарва 15 попадения. В края на август 2008 преминава в Торпедо (Москва), като става основен играч, но дори неговите 9 гола за 14 мача не помагат да отбора на оцелее в 1 дивизия. Попов става голмайстор на 1 дивизия с 24 попадения. Въпреки че Торпедо губи професионалния си статут, Попов още има действащ договор с "черно-белите" и разтрогва през май 2009.
След това пробва късмета си в Химки, но записва едва 2 мача, а отборът завършва последен в шампионата.
През февруари 2010 слага край на кариерата си и става депутат в Новороссийск.